# Тувинская Википедия
Туви́нская Википе́дия (тув. Тыва Википедия) — раздел Википедии на тувинском языке. Основан 11 августа 2013 года, и этот день считается официальным днём рождения Тувинской Википедии. Базируется на кириллице.
По состоянию на 19:10 (UTC) 16 июля 2025 года раздел содержит 3673 статьи, занимая по этому параметру 232-е место среди всех языковых разделов.
В разделе зарегистрировано 10 287 участников, один из них имеет статус администратора; 13 участников совершили какие-либо действия за последние 30 дней; общее число правок за время существования раздела составляет 50 019.

## История

### Подготовка к созданию
Данный раздел был создан автоматически в «Инкубаторе» 11 мая 2006 года наряду с другими тестовыми разделами. Раздел за последующие 4 года почти не развивался. К концу 2011 года там было около 20 заготовок статей: «страничка была в виде обычного тестового, необходимого этапа для всех только что созданных языковых разделов. Такая стадия „инкубации“ предназначена для написания первых статей, привлечения авторов и т. д. Это необходимый период развития, который нужно совместными усилиями преодолеть. И, к сожалению, с той даты создания и до моего участия было создано всего 20 статей! Причем с минимальными записями, порой одним предложением, да ещё со значительными ошибками. Ее совсем забросили. В журнале истории можно заметить несколько тувинских авторов, которые были активны больше года назад. Многие статьи, служебные слова уже переведены не тувинцами <…>. Они же активно призывали „заселить“ раздел тувиноязычными авторами».
К тому времени не только создание Тувинской Википедии и вообще продвижение тувинского языка в интернете сталкивалось с рядом серьёзных трудностей: не было электронных словарей, доступных сервисов перевода и грамматики. Не существовало даже раскладки клавиатуры для тувинского алфавита на компьютерах и мобильных устройствах: люди общались в социальных сетях без важнейших букв языка Ө, Ң, Ү, а вместо них использовали О, Н, У, поэтому вне контекста нельзя было различить такие слова, как «топ» (суть) и «төп» (центр), «мүн» (бульон) и «муң» (тысяча) и т. д. Не было тувинского интерфейса сайтов в принципе, то есть до этого полноценного тувинского сайта в сети не было — они имели русский интерфейс. Не было общепопулярного информационного сайта или форума, который мог бы рекламировать и продвигать проект.
Поворотным моментом для раздела стал приход аспиранта Института гидродинамики имени М. А. Лаврентьева СО РАН (г. Новосибирск) Али Александровича Кужугета в январе 2012 года, который начал заниматься над Тувинской Википедией в рамках его собственного проекта «Чараш Чугаа» («Красивая речь») по поднятию престижа тувинского языка для тувиноговорящих. По его воспоминаниям «Это было 15 января 2012 года, когда начал писать сначала простые статьи, а потом сложные; привлекал друзей, с которыми набрали более тысячи статей и подали на выделение отдельного адреса — tyv.wikipedia.org. Пришлось, конечно, сильно постараться, чтобы найти нужные источники информации: переводить с других языков, сидеть в библиотеках в поисках нужного текста, перерыть весь интернет, обсуждать с учёными многие аспекты интерфейса Википедии — тувинизировать понятия. Потом, для дальнейшего развития языка, были созданы раскладки клавиатуры для ОС Windows, Android, iOS, Mac OS, а также тувинско-русский электронный словарь. В этом мне помогали ребята из Марий Эла, Удмуртии и Новосибирска». Для поддержки проекта была создана группа «Тыва Википедия» в социальной сети «В контакте».
11 ноября 2012 года на Викиконференции в Москве выступили участники тестового раздела на тувинском языке Али Кужугет и Айрана Чажытмаа.
В мае 2013 года стало известно, что правительство Тувы поддержало грантом в пятьсот тысяч рублей инновационный проект новосибирских аспирантов по созданию Википедии на тувинском языке и переводу социальной сети ВКонтакте, который вёлся с 2012 года.

### Создание и развитие проекта

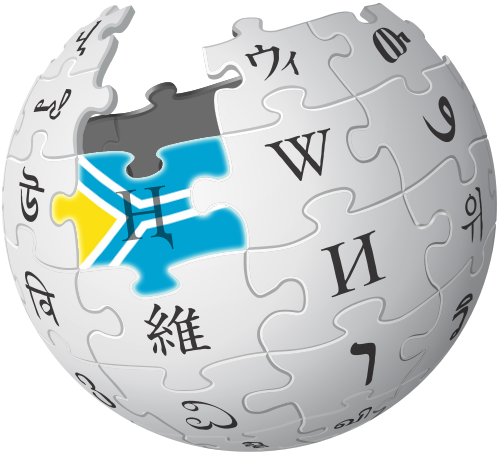
Логотип Тувинской Википедии

В июле 2013 года Языковой комитет Фонда Викимедиа одобрил создание раздела Википедии на тувинском языке. Потом решение было утверждено в Совете директоров (Board of Trustees), и 11 августа из «инкубатора» проект был перенесён на адрес tyv.wikipedia.org.
6 ноября 2013 года Али Кужугет представил Тувинскую Википедию на I Республиканской научно-практической конференции «Инновационные технологии в образовании» которая проходила в Тувинском республиканском лицее-интернате.
Али призывает: «От каждого тувинца по статье в Википедию». Одновременно предлагаются следующие слоганы: «Своя качественная статья на тувинском языке в Википедии — признак современного развитого тувинца» или «Долг продвинутого тувинца в развитие тувинского языка — развивать Тувинскую Википедию». Написано достаточное количество качественных статей и примерно пятьсот любого качества .
25 мая 2018 года Али Кужугет и Шолбан Соян были гостями в местной телепрограмме "Экии, Тывам".
Али Кужугет 7 ноября 2023 года провёл онлайн встречу в местной телепрограмме "108 канал Тыва".

## Статистика

### 2013 год
- 11 августа — 257 статей[18].
- 10 ноября — 1000 страниц[19].

### 2014 год
- 15 апреля — 10 000 правок страниц[20].
- 1 мая — 500 статей[21].
- 28 июля — 600 статей.
- 11 августа — Тувинской Википедии исполнилось 1 год.

### 2016 год
- 11 августа — Тувинской Википедии исполнилось 3 года.

### 2018 год
- 23 мая — 1600 статей.
- 3 августа — 1700 статей.
- 11 августа — Тувинской Википедии исполнилось 5 лет.

### 2019 год
- 14 января — 1800 статей.

### 2020 год
- 7 марта — 2000 статей, (Иркутск)
- 12 марта — Тувинская Википедия по количеству статей обошла Карачаево-балкарскую.
- 20 марта — Тувинская Википедия по количеству статей обошла Калмыцкую.
- 8 апреля — Тувинская Википедия по количеству статей обошла Бурятскую.
- май — Тувинская Википедия по количеству статей обошла Аварскую.
- 14 июня — Тувинская Википедия по количеству статей обошла Пали.
- 27 ноября — 3000 статей, (Барнаул)

### 2023 год
- 11 августа — Тувинской Википедии исполнилось 10 лет.

## Проблемы
Основные проблемы Тувинской Википедии по состоянию на 2024 год малое количество активных участников. Отчасти это, вероятно, обусловлено недостаточным проникновением интернета в сёла из-за малой плотности населения в Тыве и отчасти — доступностью информации, обычно более подробной, на понятном тувинцам языке. Тувинский язык находится под угрозой исчезновения. Имеет статус уязвимый (по версии ЮНЕСКО).